# Gordiejewo (obwód twerski)
Gordiejewo (ros. Гордеево) – wieś (dieriewnia) w Rosji, w obwodzie twerskim, w rejonie kaszyńskim. W 2021 liczyła 17 mieszkańców.